# Брезніца-Мотру
Брезніца-Мотру (рум. Breznița-Motru) — село у повіті Мехедінць в Румунії. Входить до складу комуни Брезніца-Мотру.
Село розташоване на відстані 228 км на захід від Бухареста, 44 км на схід від Дробета-Турну-Северина, 54 км на північний захід від Крайови.

## Населення
За даними перепису населення 2002 року у селі проживали 1180 осіб, усі — румуни. Усі жителі села рідною мовою назвали румунську.